# Cykl konwersji gotówki
Cykl konwersji gotówki (ang. CCC – cash conversion cycle), także cykl kapitału obrotowego netto lub cykl środków pieniężnych – miernik wykorzystywany do analizy aktywności spółki.
Pokazuje okres, jaki upływa od momentu odpływu gotówki przeznaczonej na zakup czynników produkcji (moment spłaty zobowiązań), do momentu wpływu gotówki z tytułu należności.
Diagnoza dotycząca płynności finansowej przedsiębiorstwa wymaga bardzo dokładnej analizy cyklu eksploatacyjnego, zwłaszcza jego długości oraz terminów inkasowania należności i regulowania zobowiązań. Powstaje więc potrzeba zbadania poziomu kapitału obrotowego i porównania go z poziomem elementów majątku i źródeł finansowania krótkoterminowego, które wpływa na ten kapitał.
Cykl konwersji gotówki = cykl zapasów + cykl należności – cykl zobowiązań krótkoterminowych
Długość cyklu zależy od rodzaju produkcji.
Długość cyklu gotówki determinuje zapotrzebowanie na kapitał obrotowy.
Zbyt długi cykl konwersji gotówki może sugerować kłopoty z zachowaniem płynności.
Im krótszy cykl środków pieniężnych tym większy zysk dla firmy, ponieważ pieniądze zainwestowane w aktywa bieżące wracają do firmy szybko i mogą być ponownie wykorzystane. Każdy obrót (cykl od wydania gotówki do wpływu gotówki) oznacza nadwyżkę przychodów nad kosztami.
Wskaźnik cyklu zapasów zależy od specyfiki produkcji.
Kredyt handlowy dla odbiorców  zależy od polityki płatniczej przedsiębiorstwa.
Budowa cyklu obiegu gotówki w firmie.
W każdej firmie w cyklu produkcyjnym występują takie same elementy cyklu:
1. Zakup materiałów (na kredyt).
2. Rozpoczęcie produkcji.
3. Przeniesienie gotowych produktów do magazynu.
4. Wysłanie ich z magazynu do odbiorców (którzy kupują na kredyt).
5. Spłacenie należności przez odbiorców – firma odzyskuje gotówkę i może znów zakupić materiały.
6. Spłata zobowiązania za materiały przez firmę.

GOTÓWKA → ZOBOWIĄZANIA → MATERIAŁY → PRODUKCJA W TOKU → WYROBY GOTOWE → NALEŻNOŚCI → GOTÓWKA
Cykl obiegu gotówki jest to więc proces jej zamiany – najpierw na materiały, następnie produkcję w toku, wyroby gotowe, należności, aż w końcu z powrotem na gotówkę.